# Élections générales britanniques de 1812
Les élections générales britanniques de 1812 se sont déroulées du 5 octobre 1812 au 10 novembre 1812. Ces élections sont remportées par le Parti tory.